# Sydafrikas Grand Prix
Sydafrikas Grand Prix var et Formel 1-løb som i 1962-1963 og 1965 blev arrangeret på Prince George Circuit. Fra 1967-1985 og i 1992 og 1993 blev løbet kørt på Kyalami Circuit. I alt blev det kørt 23 gange, tre på Prince George Circuit og 20 på Kyalami Circuit.

## Vindere af Sydafrikas Grand Prix
| År          | Kører             | Konstruktør      | Bane            | Rapport         |
| ----------- | ----------------- | ---------------- | --------------- | --------------- |
| 1993        | Alain Prost       | Williams-Renault | Kyalami         | Rapport         |
| 1992        | Nigel Mansell     | Williams-Renault | Kyalami         | Rapport         |
| 1991 - 1986 | Ikke arrangeret   | Ikke arrangeret  | Ikke arrangeret | Ikke arrangeret |
| 1985        | Nigel Mansell     | Williams-Honda   | Kyalami         | Rapport         |
| 1984        | Niki Lauda        | McLaren-TAG      | Kyalami         | Rapport         |
| 1983        | Riccardo Patrese  | Brabham-BMW      | Kyalami         | Rapport         |
| 1982        | Alain Prost       | Renault          | Kyalami         | Rapport         |
| 1981        | Carlos Reutemann  | Williams-Ford    | Kyalami         | Rapport         |
| 1980        | René Arnoux       | Renault          | Kyalami         | Rapport         |
| 1979        | Gilles Villeneuve | Ferrari          | Kyalami         | Rapport         |
| 1978        | Ronnie Peterson   | Lotus-Ford       | Kyalami         | Rapport         |
| 1977        | Niki Lauda        | Ferrari          | Kyalami         | Rapport         |
| 1976        | Niki Lauda        | Ferrari          | Kyalami         | Rapport         |
| 1975        | Jody Scheckter    | Tyrrell-Ford     | Kyalami         | Rapport         |
| 1974        | Carlos Reutemann  | Brabham-Ford     | Kyalami         | Rapport         |
| 1973        | Jackie Stewart    | Tyrrell-Ford     | Kyalami         | Rapport         |
| 1972        | Denny Hulme       | McLaren-Ford     | Kyalami         | Rapport         |
| 1971        | Mario Andretti    | Ferrari          | Kyalami         | Rapport         |
| 1970        | Jack Brabham      | Brabham-Ford     | Kyalami         | Rapport         |
| 1969        | Jackie Stewart    | Matra-Ford       | Kyalami         | Rapport         |
| 1968        | Jim Clark         | Lotus-Ford       | Kyalami         | Rapport         |
| 1967        | Pedro Rodríguez   | Cooper-Maserati  | Kyalami         | Rapport         |
| 1966        | Mike Spence       | Lotus-Climax     | East London     | Rapport         |
| 1965        | Jim Clark         | Lotus-Climax     | East London     | Rapport         |
| 1964        | Ikke arrangeret   | Ikke arrangeret  | Ikke arrangeret | Ikke arrangeret |
| 1963        | Jim Clark         | Lotus-Climax     | East London     | Rapport         |
| 1962        | Graham Hill       | BRM              | East London     | Rapport         |

Løb markeret med rosa baggrund var ikke en del af Formel 1-verdensmesterskabet.

## Banevarianter
- Prince George Circuit 1934 (24,461 km)
- Prince George Circuit 1936–1939 (18,619 km)
- Prince George Circuit 1960–1966 (3,920 km)
- Kyalami Grand Prix Circuit 1968–1985 (4,104 km)
- Kyalami Grand Prix Circuit 1992–1993 (4,261 km)